# Santa Teresita, Argentina
Santa Teresita är en ort i Argentina.   Den ligger i provinsen Buenos Aires, i den östra delen av landet, 260 km sydost om huvudstaden Buenos Aires. Santa Teresita ligger 6 meter över havet och antalet invånare är 15 213.
Terrängen runt Santa Teresita är mycket platt. Havet är nära Santa Teresita österut. Santa Teresita är det största samhället i trakten.